# マッティア・デ・シリオ
マッティア・デ・シリオ（Mattia De Sciglio、 1992年10月20日 - ）は、イタリア・ロンバルディア州ミラノ出身のサッカー選手。セリエA・エンポリFC所属。イタリア代表。ポジションはディフェンダー。

## 経歴

### クラブ
10歳の時にACミランの下部組織に入団。プリマヴェーラ時代の2009-10シーズンには、コッパ・イタリア・プリマヴェーラ優勝を経験し、年代別のイタリア代表にも選出された。
2011-12シーズンにはマッシミリアーノ・アッレグリ監督の下、トップチームに登録され、2011年9月28日のUEFAチャンピオンズリーグ・FCヴィクトリア・プルゼニ戦でデビューを飾る。翌2012年4月にはACキエーヴォ・ヴェローナ戦でセリエA初出場をした。
2012-13シーズンからは、かつてのミランで右サイドバックとして活躍したマウロ・タソッティ、カフーが着けた背番号2番を受け継いだ。以降レギュラークラスのサイドバックとして出場機会を得ていた。
2015年5月3日に行われたセリエA第34節ナポリ戦では、ペナルティーエリア内でマレク・ハムシークを倒し、開始43秒で退場処分を受けた。これは、1999年12月12日のレッジーナ戦でカリアリのFWルイス・オリヴェイラが記録した開始50秒での退場を更新するセリエA最速退場記録となった。
2017年7月20日、ユヴェントスFCへ移籍金1200万ユーロ+ボーナス50万ユーロでの移籍が発表された。契約期間は2022年までとなっている。背番号はミラン時代と同じ2番。
2020年10月5日、オリンピック・リヨンにレンタル移籍した。
2022年6月16日、契約を2025年6月30日まで延長することが発表された。
2024年8月29日、エンポリFCへの1年間のレンタル移籍が決定。

### 代表
U-19、U-20イタリア代表の経験を経て、2012年4月にはスコットランドとの親善試合でU-21代表デビュー。わずか4カ月後の8月には、イングランド代表との親善試合に向けたチェーザレ・プランデッリ率いるA代表に初招集されたが、この試合では出場機会は巡ってこなかった。
A代表初出場は2013年3月21日のブラジル代表との親善試合で、先発起用された。しかし、この試合では2失点に絡んでしまうA代表デビューとなった。続いて行われた3月26日の2014 FIFAワールドカップ・ヨーロッパ予選対マルタ戦でもデ・シリオは左サイドバックで先発起用され、アウェーでの0-2の勝利に貢献した。2013年6月、コンフェデレーションズカップのイタリア代表に選ばれ、グループリーグ初戦のメキシコ戦に先発出場した。

## 個人成績

### クラブ
2021年8月1日現在
| クラブ       | シーズン | リーグ戦     | リーグ戦 | リーグ戦 | カップ戦 | カップ戦 | UEFA主催 | UEFA主催 | その他 | その他 | 合計 | 合計 |
| クラブ       | シーズン | ディビジョン | 出場     | 得点     | 出場     | 得点     | 出場     | 得点     | 出場   | 得点   | 出場 | 得点 |
| ------------ | -------- | ------------ | -------- | -------- | -------- | -------- | -------- | -------- | ------ | ------ | ---- | ---- |
| ミラン       | 2011–12  | セリエA      | 3        | 0        | 0        | 0        | 2        | 0        | 0      | 0      | 5    | 0    |
| ミラン       | 2012–13  | セリエA      | 27       | 0        | 1        | 0        | 5        | 0        | —      | —      | 33   | 0    |
| ミラン       | 2013–14  | セリエA      | 16       | 0        | 2        | 0        | 3        | 0        | —      | —      | 21   | 0    |
| ミラン       | 2014–15  | セリエA      | 17       | 0        | 1        | 0        | —        | —        | —      | —      | 18   | 0    |
| ミラン       | 2015–16  | セリエA      | 22       | 0        | 7        | 0        | —        | —        | —      | —      | 29   | 0    |
| ミラン       | 2016–17  | セリエA      | 25       | 0        | 1        | 0        | —        | —        | 1      | 0      | 27   | 0    |
| ミラン       | 合計     | 合計         | 110      | 0        | 12       | 0        | 10       | 0        | 1      | 0      | 133  | 0    |
| ユヴェントス | 2017-18  | セリエA      | 12       | 1        | 1        | 0        | 6        | 0        | 1      | 0      | 20   | 1    |
| ユヴェントス | 2018-19  | セリエA      | 22       | 0        | 2        | 0        | 4        | 0        | 0      | 0      | 28   | 0    |
| ユヴェントス | 2019-20  | セリエA      | 9        | 0        | 1        | 0        | 2        | 0        | 1      | 0      | 13   | 0    |
| ユヴェントス | 2020-21  | セリエA      | 1        | 0        | 0        | 0        | 0        | 0        | 0      | 0      | 1    | 0    |
| リヨン       | 2020-21  | リーグ・アン | 29       | 0        | 4        | 0        | —        | —        | —      | —      | 33   | 0    |
| 総通算       | 総通算   | 総通算       | 154      | 1        | 20       | 0        | 22       | 0        | 3      | 0      | 228  | 1    |

## 代表歴

### 出場大会
- イタリア代表
  - 2014 FIFAワールドカップ

### 試合数
- 国際Aマッチ 40試合 0得点（2013年-2022年）[13]

| イタリア代表 | 国際Aマッチ | 国際Aマッチ |
| 年           | 出場        | 得点        |
| ------------ | ----------- | ----------- |
| 2013         | 8           | 0           |
| 2014         | 8           | 0           |
| 2015         | 6           | 0           |
| 2016         | 8           | 0           |
| 2017         | 1           | 0           |
| 2018         | 6           | 0           |
| 2019         | 2           | 0           |
| 2020         | 0           | 0           |
| 2021         | 0           | 0           |
| 2022         | 1           | 0           |
| 通算         | 40          | 0           |

## タイトル

### クラブ
ACミラン
- スーペルコッパ・イタリアーナ：2回 (2011, 2016)

ユヴェントスFC
- セリエA：3回 (2017-18, 2018-19, 2019-20)
- コッパ・イタリア：2回 (2017-18, 2023-24)
- スーペルコッパ・イタリアーナ：1回 (2018)